# Dinara Fachritdinowa

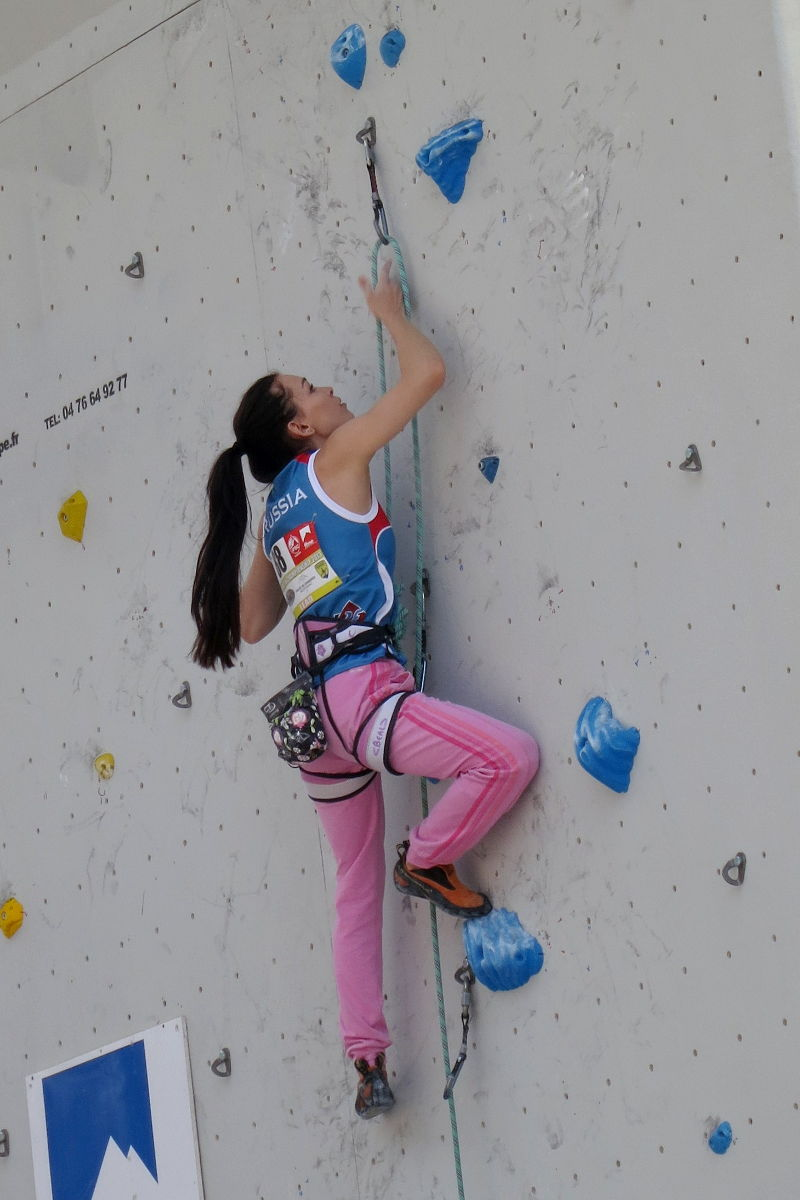
ME 2013 (Chamonix). Fachritdinowa na ścianie w prowadzeniu (walczy o złoty medal)

Dinara Żaliłowna Fachritdinowa (ros. Динара Жалиловна Фахритдинова; ur. 20 listopada 1992 w Saławacie) – rosyjska wspinaczka sportowa. Specjalizowała się w prowadzeniu, wspinaczce na czas oraz we wspinaczce łącznej. Mistrzyni Europy we wspinaczce sportowej w konkurencji prowadzenie z Eindhoven z 2013 roku.

## Kariera sportowa
W zawodach wspinaczkowych, które odbyły się we francuskim Chamonix w 2013, wywalczyła złoty medal mistrzostw Europy w prowadzeniu.
Uczestniczka World Games w 2013 w kolumbijskim Cali, gdzie zdobyła brązowy medal we wspinaczce sportowej w prowadzeniu. 
Wielokrotna medalistka zawodów wspinaczkowych Rock Master we włoskim Arco, gdzie zdobyła złote medale w roku 2012, 2013 oraz w 2014 w konkurencji duel.

## Osiągnięcia

### Mistrzostwa świata
| Konkurencje       | 2011 | 2012 | 2014  | 2016 |
| Bouldering        | —    | —    | 35-36 | —    |
| Prowadzenie       | 18   | 11   | 26    | 26   |
| Wsp. na czas      | —    | —    | 29    | —    |
| Wspinaczka łączna | —    | —    | 4     | —    |

### Mistrzostwa Europy
| Konkurencje  | 2010 | 2013  | 2015 |
| Bouldering   | —    | 10-14 | 16   |
| Prowadzenie  | 11   | 1     | 6    |
| Wsp. na czas | 6    | 17    | —    |

### World Games
| Konkurencje | 2013 |
| Prowadzenie | 3    |

### Rock Master
| Konkurencje | 2012 | 2013 | 2014 |
| Prowadzenie | —    | —    | 8    |
| Duel        | 1    | 1    | 1    |